# شهرستان گارینسکی
شهرستان گارینسکی (به لاتین: Garinsky District) یک شهرستان در روسیه است که در استان سوردلوفسک واقع شده‌است.